# مفارقة برتراند
مفارقة برتراند هي مشكلة في التفسير الكلاسيكي لنظرية الاحتمالات. قدمها جوزيف برتراند في عمله Calcul des probabilités (1889)،  كمثال لإظهار أن مبدأ الاأهمية (The principle of indifference) قد لا ينتج نتائج موحدة للاحتمالات إذا تم تطبيقه بشكل غير نقدي عندما يكون مجال الاحتمالات غير محدود.

## صياغة برتراند للمشكلة
يتم تقديم مفارقة برتراند بشكل عام على النحو التالي:  نعتبر مثلث متساوي الأضلاع داخل دائرة. افترض أن وترًا من الدائرة تم اختياره عشوائيًا. ما هو احتمال أن يكون الوتر أطول من أحد أضلاع المثلث؟
قدم برتراند ثلاث طرق (كل منها يستخدم مبدأ اللاأهمية)، وكلها صحيحة على ما يبدو، لكنها تسفر عن نتائج مختلفة:

الأوتار العشوائية ، طريقة الاختيار 1 ؛ أحمر = أطول من ضلع مثلث ، أزرق = أقصر

1. الأوتار العشوائية ، طريقة الاختيار 1 ؛ أحمر = أطول من ضلع مثلث ، أزرق = أقصر طريقة «نقط عشوائية»: اختر نقطتين عشوائيتين على محيط الدائرة وارسم الوتر الذي يربط بينهما. لحساب الاحتمال المعني، تخيل أن المثلث مستدير بحيث يتطابق رأسه مع إحدى نقاط نهاية الوتر. لاحظ أنه إذا كانت نقطة نهاية الوتر الأخرى تقع على القوس بين نقطتي نهاية ضلع المثلث المقابل للنقطة الأولى، فإن الوتر يكون أطول من جانب المثلث. طول القوس هو ثلث محيط الدائرة، وبالتالي فإن احتمال أن يكون الوتر العشوائي أطول من أحد أضلاع المثلث هو13

الأوتار العشوائية ، طريقة الاختيار 2

2. الأوتار العشوائية ، طريقة الاختيار 2 طريقة «نقط شعاعية عشوائية»: اختر نصف قطر الدائرة، واختر نقطة على نصف القطر وقم برسم الوتر من خلال هذه النقطة وعموديًا على نصف القطر. لحساب الاحتمال المعني، تخيل أن المثلث تم تدويره بحيث يكون أحد الأضلاع متعامدًا على نصف القطر. يكون الوتر أطول من جانب المثلث إذا كانت النقطة المختارة أقرب لمركز الدائرة من النقطة التي يتقاطع فيها جانب المثلث مع نصف القطر. يقسم جانب المثلث نصف القطر إلى شطر، وبالتالي فإن احتمال أن يكون الوتر العشوائي أطول من أحد أضلاع المثلث المحاط هو12

الأوتر العشوائية ، طريقة الاختيار 3

3. الأوتر العشوائية ، طريقة الاختيار 3 طريقة «نقط منتصف عشوائية»: اختر نقطة في أي مكان داخل الدائرة وقم برسم وتر عمودي على شعاع الدائرة المار من هذه النقطة. يكون الوتر أطول من ضلع المثلث المحاط إذا كانت النقطة المختارة تقع داخل دائرة متحدة المركز من نصف القطر12 الدائرة الأكبر. مساحة الدائرة الأصغر هي ربع مساحة الدائرة الأكبر، وبالتالي فإن احتمال أن يكون الوتر العشوائي أطول من أحد أضلاع المثلث المحفور هو14

## حل كلاسيكي
يتوقف الحل الكلاسيكي للمشكلة (المقدم، على سبيل المثال، في عمل بيرتراند) على الطريقة التي يتم بها اختيار الوتر «عشوائيًا».  الحجة هي أنه إذا تم تحديد طريقة الاختيار العشوائي، فسيكون للمشكلة حل محدد جيدًا (يحدده مبدأ اللامبالاة). تتوافق الحلول الثلاثة التي قدمها برتراند مع طرق اختيار مختلفة، وفي غياب مزيد من المعلومات، لا يوجد سبب لتفضيل أحدها على الآخر؛ وفقًا لذلك، لا يوجد حل فريد للمشكلة كما هو مذكور. هذا ومفارقات أخرى للتفسير الكلاسيكي للاحتمالية تبرر صيغًا أكثر صرامة، بما في ذلك الاحتمال المتكرر والاحتمال البايزي الذاتي. 